# Sainte-Soulle
Sainte-Soulle és un municipi francès situat al departament del Charente Marítim i a la regió de la Nova Aquitània. L'any 2007 tenia 3.351 habitants.

## Demografia

### Població
El 2007 la població de fet de Sainte-Soulle era de 3.351 persones. Hi havia 1.235 famílies de les quals 202 eren unipersonals (97 homes vivint sols i 105 dones vivint soles), 406 parelles sense fills, 556 parelles amb fills i 71 famílies monoparentals amb fills.
La població ha evolucionat segons el següent gràfic:
Habitants censats

### Habitatges
El 2007 hi havia 1.327 habitatges, 1.253 eren l'habitatge principal de la família, 35 eren segones residències i 39 estaven desocupats. 1.289 eren cases i 35 eren apartaments. Dels 1.253 habitatges principals, 1.068 estaven ocupats pels seus propietaris, 167 estaven llogats i ocupats pels llogaters i 18 estaven cedits a títol gratuït; 2 tenien una cambra, 35 en tenien dues, 126 en tenien tres, 340 en tenien quatre i 750 en tenien cinc o més. 1.098 habitatges disposaven pel capbaix d'una plaça de pàrquing. A 433 habitatges hi havia un automòbil i a 767 n'hi havia dos o més.

### Piràmide de població
La piràmide de població per edats i sexe el 2009 era:
| Homes | Edats   | Dones |
| ----- | ------- | ----- |
| 0     | 95 o +  | 0     |
| 0     | 90 a 94 | 0     |
| 4     | 85 a 89 | 8     |
| 8     | 80 a 84 | 4     |
| 56    | 75 a 79 | 32    |
| 44    | 70 a 74 | 48    |
| 60    | 65 a 69 | 44    |
| 80    | 60 a 64 | 40    |
| 88    | 55 a 59 | 116   |
| 128   | 50 a 54 | 108   |
| 132   | 45 a 49 | 128   |
| 100   | 40 a 44 | 128   |
| 112   | 35 a 39 | 108   |
| 84    | 30 a 34 | 68    |
| 32    | 25 a 29 | 52    |
| 72    | 20 a 24 | 52    |
| 112   | 15 a 19 | 108   |
| 128   | 10 a 14 | 116   |
| 80    | 5 a 9   | 68    |
| 48    | 0 a 4   | 48    |

## Economia
El 2007 la població en edat de treballar era de 2.253 persones, 1.722 eren actives i 531 eren inactives. De les 1.722 persones actives 1.575 estaven ocupades (843 homes i 732 dones) i 146 estaven aturades (60 homes i 86 dones). De les 531 persones inactives 199 estaven jubilades, 195 estaven estudiant i 137 estaven classificades com a «altres inactius».

### Ingressos
El 2009 a Sainte-Soulle hi havia 1.291 unitats fiscals que integraven 3.474 persones, la mediana anual d'ingressos fiscals per persona era de 20.058 €.

### Activitats econòmiques
Dels 142 establiments que hi havia el 2007, 3 eren d'empreses extractives, 1 d'una empresa alimentària, 1 d'una empresa de fabricació de material elèctric, 1 d'una empresa de fabricació d'elements pel transport, 11 d'empreses de fabricació d'altres productes industrials, 35 d'empreses de construcció, 30 d'empreses de comerç i reparació d'automòbils, 7 d'empreses de transport, 8 d'empreses d'hostatgeria i restauració, 1 d'una empresa d'informació i comunicació, 3 d'empreses financeres, 6 d'empreses immobiliàries, 16 d'empreses de serveis, 10 d'entitats de l'administració pública i 9 d'empreses classificades com a «altres activitats de serveis».
Dels 46 establiments de servei als particulars que hi havia el 2009, 1 era una oficina de correu, 5 tallers de reparació d'automòbils i de material agrícola, 1 autoescola, 6 paletes, 6 guixaires pintors, 7 fusteries, 6 lampisteries, 3 electricistes, 3 empreses de construcció, 2 perruqueries, 2 restaurants, 3 agències immobiliàries i 1 saló de bellesa.
Dels 5 establiments comercials que hi havia el 2009, 1 era una botiga de més de 120 m², 1 una botiga de menys de 120 m², 1 una fleca, 1 una carnisseria i 1 una floristeria.
L'any 2000 a Sainte-Soulle hi havia 25 explotacions agrícoles que ocupaven un total de 1.653 hectàrees.

## Equipaments sanitaris i escolars
L'únic equipament sanitari que hi havia el 2009 era una farmàcia.
El 2009 hi havia 1 escola maternal i 3 escoles elementals.

## Poblacions més properes
El següent diagrama mostra les poblacions més properes.